# Stora Björnfloden

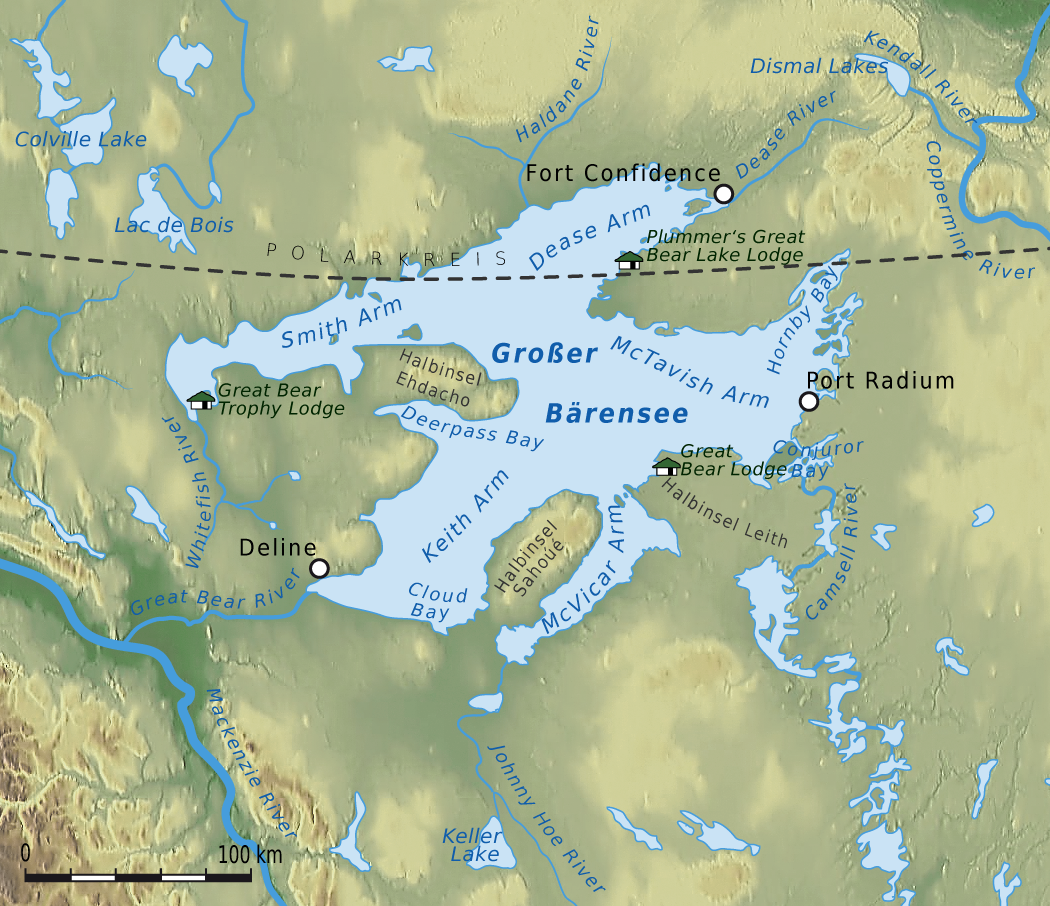
Karta över Stora Björnsjön med Stora Björnfloden till vänster vid staden Deline.

Stora Björnfloden (engelska: Great Bear River) är en flod i Northwest Territories i Kanada. Den är en viktig transportled under dess fyra isfria månader. Floden har sin källa i Stora Björnsjön vid staden Deline och flyter in i Mackenziefloden. Floden är 113 kilometer lång.
Vintertid går en isväg över floden i närheten av Tulita 800 meter uppströms flodmynningen, men den kommer att ersättas av en nybyggd bro år 2027.